# Associazione Sportiva Reggina 1971-1972
Questa pagina raccoglie i dati riguardanti l'Associazione Sportiva Reggina nella stagione 1971-1972.

## Stagione
La squadra, allenata prima da Egizio Rubino, successivamente da Maino Neri ed infine da Olmes Neri, ha concluso la sua settima stagione consecutiva in Serie B in sedicesima posizione.

## Rosa
| N. |                   | Ruolo | Calciatore         |
| -- | ----------------- | ----- | ------------------ |
|    | Italia (bandiera) | P     | Bruno Jacoboni     |
|    | Italia (bandiera) | P     | Sigfrido Marcatti  |
|    | Italia (bandiera) | D     | Luciano Poppi      |
|    | Italia (bandiera) | D     | Renato Sali        |
|    | Italia (bandiera) | D     | Domenico Grossi    |
|    | Italia (bandiera) | D     | Nedo Sonetti       |
|    | Italia (bandiera) | D     | Giancarlo D'Astoli |
|    | Italia (bandiera) | C     | Giuseppe Molinari  |
|    | Italia (bandiera) | C     | Franco Tacelli     |
|    | Italia (bandiera) | C     | Nello Scarpa       |
|    | Italia (bandiera) | C     | Bruno Ranieri      |
|    | Italia (bandiera) | C     | Livio Pin          |
|    | Italia (bandiera) | C     | Gianpiero Marini   |
|    | Italia (bandiera) | C     | Federico Righi     |

| N. |                   | Ruolo | Calciatore         |
| -- | ----------------- | ----- | ------------------ |
|    | Italia (bandiera) | C     | Fabiano Speggiorin |
|    | Italia (bandiera) | C     | Mimmo Mannino      |
|    | Italia (bandiera) | A     | Gilberto Perucconi |
|    | Italia (bandiera) | A     | Gianni Merighi     |
|    | Italia (bandiera) | A     | Marco Fazzi        |
|    | Italia (bandiera) | A     | Antonio Bongiorni  |
|    | Italia (bandiera) | A     | Luciano Furlanis   |
|    | Italia (bandiera) | D     | Marco Cozzani      |
|    | Italia (bandiera) | D     | Maurizio Marchini  |
|    | Italia (bandiera) | D     | Salvatore Babuscia |
|    | Italia (bandiera) | C     | Michele Sorace     |
|    | Italia (bandiera) | C     | Giuseppe Sorace    |
|    | Italia (bandiera) | C     | Franco Castaldo    |

## Risultati

### Serie B

#### Girone di andata
| 26 settembre 1971 1ª giornata | Reggina | 0 – 0 | Palermo |  |

| 3 ottobre 1971 2ª giornata | Novara | 1 – 0 | Reggina |  |

| 10 ottobre 1971 3ª giornata | Reggina | 1 – 1 | Cesena |  |

| 17 ottobre 1971 4ª giornata | Reggina | 2 – 2 | Sorrento |  |

| 24 ottobre 1971 5ª giornata | Arezzo | 0 – 1 | Reggina |  |

| 31 ottobre 1971 6ª giornata | Ternana | 1 – 1 | Reggina |  |

| 7 novembre 1971 7ª giornata | Reggina | 1 – 0 | Como |  |

| 14 novembre 1971 8ª giornata | Reggiana | 2 – 0 | Reggina |  |

| 21 novembre 1971 9ª giornata | Reggina | 1 – 1 | Brescia |  |

| 28 novembre 1971 10ª giornata | Monza | 0 – 0 | Reggina |  |

| 5 dicembre 1971 11ª giornata | Reggina | 1 – 0 | Genoa |  |

| 12 dicembre 1971 12ª giornata | Bari | 3 – 0 | Reggina |  |

| 19 dicembre 1971 13ª giornata | Reggina | 0 – 0 | Taranto |  |

| 26 dicembre 1971 14ª giornata | Reggina | 0 – 0 | Foggia |  |

| 2 gennaio 1972 15ª giornata | Perugia | 1 – 0 | Reggina |  |

| 9 gennaio 1972 16ª giornata | Lazio | 2 – 1 | Reggina |  |

| 16 gennaio 1972 17ª giornata | Reggina | 0 – 0 | Modena |  |

| 23 gennaio 1972 18ª giornata | Reggina | 2 – 1 | Livorno |  |

| 30 gennaio 1972 19ª giornata | Catania | 4 – 1 | Reggina |  |

#### Girone di ritorno
| 13 febbraio 1972 20ª giornata | Palermo | 1 – 0 | Reggina |  |

| 20 febbraio 1972 21ª giornata | Reggina | 1 – 0 | Novara |  |

| 27 febbraio 1972 22ª giornata | Cesena | 1 – 0 | Reggina |  |

| 5 marzo 1972 23ª giornata | Sorrento | 2 – 0 | Reggina |  |

| 12 marzo 1972 24ª giornata | Reggina | 3 – 0 | Arezzo |  |

| 19 marzo 1972 25ª giornata | Reggina | 1 – 2 | Ternana |  |

| 26 marzo 1972 26ª giornata | Como | 1 – 0 | Reggina |  |

| 2 aprile 1972 27ª giornata | Reggina | 0 – 1 | Reggiana |  |

| 9 aprile 1972 28ª giornata | Brescia | 3 – 1 | Reggina |  |

| 16 aprile 1972 29ª giornata | Reggina | 1 – 0 | Monza |  |

| 23 aprile 1972 30ª giornata | Genoa | 3 – 1 | Reggina |  |

| 30 aprile 1972 31ª giornata | Reggina | 1 – 0 | Bari |  |

| 7 maggio 1972 32ª giornata | Taranto | 4 – 1 | Reggina |  |

| 14 maggio 1972 33ª giornata | Foggia | 1 – 0 | Reggina |  |

| 21 maggio 1972 34ª giornata | Reggina | 0 – 0 | Perugia |  |

| 28 maggio 1972 35ª giornata | Reggina | 1 – 1 | Lazio |  |

| 4 giugno 1972 36ª giornata | Modena | 0 – 0 | Reggina |  |

| 11 giugno 1972 37ª giornata | Livorno | 0 – 0 | Reggina |  |

| 18 giugno 1972 38ª giornata | Reggina | 0 – 2 | Catania |  |

## Statistiche

### Statistiche di squadra
| Competizione | Punti | In casa | In casa | In casa | In casa | In casa | In casa | In trasferta | In trasferta | In trasferta | In trasferta | In trasferta | In trasferta | Totale | Totale | Totale | Totale | Totale | Totale | DR  |
| Competizione | Punti | G       | V       | N       | P       | Gf      | Gs      | G            | V            | N            | P            | Gf           | Gs           | G      | V      | N      | P      | Gf     | Gs     | DR  |
| ------------ | ----- | ------- | ------- | ------- | ------- | ------- | ------- | ------------ | ------------ | ------------ | ------------ | ------------ | ------------ | ------ | ------ | ------ | ------ | ------ | ------ | --- |
| Serie B      | 29    | 19      | 7       | 9       | 3       | 16      | 11      | 19           | 1            | 4            | 14           | 7            | 30           | 38     | 8      | 13     | 17     | 23     | 41     | -18 |
| Coppa Italia | 0     | 2       | 0       | 0       | 2       | 2       | 6       | 2            | 0            | 0            | 2            | 0            | 8            | 4      | 0      | 0      | 4      | 2      | 14     | -12 |
| Totale       |       | 21      | 7       | 9       | 5       | 18      | 17      | 21           | 1            | 4            | 16           | 7            | 38           | 42     | 8      | 13     | 21     | 25     | 55     | -30 |

### Statistiche dei giocatori
| Giocatore    | Serie B  | Serie B | Coppa Italia | Coppa Italia | Totale   | Totale |
| Giocatore    | Presenze | Reti    | Presenze     | Reti         | Presenze | Reti   |
| ------------ | -------- | ------- | ------------ | ------------ | -------- | ------ |
| S. Babuscia  | 1        | 0       | -            | -            | 1        | 0      |
| A. Bongiorni | 27       | 3       | 3            | 0            | 30       | 3      |
| F. Castaldo  | 1        | 0       | -            | -            | 1        | 0      |
| M. Cozzani   | 25       | 0       | -            | -            | 25       | 0      |
| G. D'Astoli  | 18       | 0       | 2            | 0            | 20       | 0      |
| M. Fazzi     | 30       | 5       | 3            | 0            | 33       | 5      |
| L. Furlanis  | 1        | 0       | 1            | 0            | 2        | 0      |
| D. Grossi    | 3        | 0       | 1            | 0            | 4        | 0      |
| B. Jacoboni  | 37       | -39     | 4            | -13          | 41       | -52    |
| M. Mannino   | 6        | 0       | -            | -            | 6        | 0      |
| S. Marcatti  | 1        | -2      | 1            | -1           | 2        | -3     |
| M. Marchini  | 15       | 0       | 4            | 0            | 19       | 0      |
| G. Marini    | -        | -       | 1            | 0            | 1        | 0      |
| G. Merighi   | 29       | 7       | 3            | 2            | 32       | 9      |
| G. Molinari  | 26       | 1       | 4            | 0            | 30       | 1      |
| G. Perucconi | 21       | 1       | 4            | 0            | 25       | 1      |
| L. Pin       | 4        | 0       | -            | -            | 4        | 0      |
| L. Poppi     | 33       | 0       | 3            | 0            | 36       | 0      |
| B. Ranieri   | 8        | 0       | -            | -            | 8        | 0      |
| F. Righi     | 26       | 0       | -            | -            | 26       | 0      |
| R. Sali      | 36       | 1       | 4            | 0            | 40       | 1      |
| N. Scarpa    | 30       | 3       | 4            | 0            | 34       | 3      |
| N. Sonetti   | 28       | 1       | 4            | 0            | 32       | 1      |
| G. Sorace    | 1        | 0       | -            | -            | 1        | 0      |
| M. Sorace    | 3        | 0       | -            | -            | 3        | 0      |
| F. Tacelli   | 31       | 0       | 4            | 0            | 35       | 0      |